# Marmosops caucae
Marmosops caucae é uma espécie de marsupial da família Didelphidae. Endêmica da Colômbia.
Considerada como sinônimo de Marmosops impavidus foi elevada a categoria de espécie distinta em 2011.